# Mallophora ventralis
Mallophora ventralis är en tvåvingeart som beskrevs av Macquart 1838. Mallophora ventralis ingår i släktet Mallophora och familjen rovflugor. Inga underarter finns listade i Catalogue of Life.